# Парк (округ, Колорадо)
Шаблон:StateAbbr_ 39°07′ пн. ш. 105°43′ зх. д. / 39.12° пн. ш. 105.71° зх. д.
Округ Парк (англ. Park County) — округ у штаті Колорадо, США. За даними перепису 2020 року, населення становило 17 390 осіб. Центр округу – Ферплей. Округ був названий на честь великого географічного регіону, відомого як Південний парк, який був названий першими торговцями хутром і мисливцями в цьому районі.

## Історія
Округ утворений 1861 року.

## Демографія
За даними перепису
2000 року
загальне населення округу становило 14523 осіб, усе сільське.
Серед мешканців округу чоловіків було 7510, а жінок — 7013. В окрузі було 5894 господарства, 4223 родин, які мешкали в 10697 будинках.
Середній розмір родини становив 2,86.
Віковий розподіл населення поданий у таблиці:
| Стать    | До 15 років | 15-21 | 22-29 | 30-39 | 40-49 | 50-65 | 65-85 | Понад 85 |
| -------- | ----------- | ----- | ----- | ----- | ----- | ----- | ----- | -------- |
| Чоловіки | 1436        | 577   | 492   | 1217  | 1730  | 1502  | 529   | 27       |
| Жінки    | 1367        | 487   | 432   | 1260  | 1633  | 1331  | 484   | 19       |

## Суміжні округи
- Клір-Крік — північ
- Джефферсон — північний схід
- Теллер — схід
- Фремонт — південний схід
- Чаффі — південний захід
- Лейк — захід
- Самміт — північний захід

## Виноски
1. ↑  State & County QuickFacts. United States Census Bureau. Процитовано Вересень 5, 2021.
2. ↑  Find a County. National Association of Counties. Архів оригіналу за Травень 31, 2011. Процитовано 7 червня 2011.
3. ↑  U.S. Decennial Census. United States Census Bureau. Архів оригіналу за 26 квітня 2015. Процитовано 10 червня 2014.
4. ↑  Historical Census Browser. University of Virginia Library. Архів оригіналу за 11 серпня 2012. Процитовано 10 червня 2014.
5. ↑  Population of Counties by Decennial Census: 1900 to 1990. United States Census Bureau. Процитовано 10 червня 2014.
6. ↑  Census 2000 PHC-T-4. Ranking Tables for Counties: 1990 and 2000 (PDF). United States Census Bureau. Процитовано 10 червня 2014.
7. ↑  State & County QuickFacts. United States Census Bureau. Архів оригіналу за 6 червня 2011. Процитовано 10 червня 2014.(англ.) Наведено за англійською вікіпедією.
8. ↑  American FactFinder. Бюро перепису населення США. Архів оригіналу за 26 лютого 2012. Процитовано 31 січня 2008.

| США | Це незавершена стаття з географії США. Ви можете допомогти проєкту, виправивши або дописавши її. |